# Harlow Shapley
Harlow Shapley (ur. 2 listopada 1885 w Nashville, zm. 20 października 1972 w Boulder, USA) – amerykański astronom, który stwierdził, że Słońce leży w pobliżu centralnej płaszczyzny galaktycznej, ok. 30 tys. lat świetlnych od środka Galaktyki.

## Życiorys
Astronom studiował u H.N. Russella w Princeton. W 1911, opierając się na wynikach otrzymanych przez Russella, rozpoczął prace nad wyznaczeniem rozmiarów gwiazd w licznych układach podwójnych na podstawie pomiarów zmian ich jasności występujących podczas zaćmienia jednej gwiazdy przez drugą. Metoda ta stała się standardową procedurą na ponad 30 lat. Shapley wykazał również, że gwiazdy zmienne typu cefeid nie mogą być układami podwójnymi gwiazd, zaćmiewającymi się wzajemnie. Wsławił się biorąc udział w Wielkiej Debacie z Heberem Curtisem, 26 kwietnia 1920. Bronił tam (błędnego) stanowiska, że mgławice spiralne są częścią Drogi Mlecznej, w szczególności, że nie istnieją inne galaktyki poza nią. Postulował natomiast (prawidłowo i jako pierwszy), że nasza Galaktyka ma znacznie większe rozmiary, niż wtedy przypuszczano. Słusznie twierdził, że centrum Drogi Mlecznej leży w kierunku gwiazdozbioru Strzelca. W latach 1921–1952 był dyrektorem obserwatorium Harvarda, gdzie badał Obłoki Magellana. W swojej pracy zajmował się gromadami gwiazd, opracował sposób klasyfikacji zarówno gromad otwartych, jak i kulistych. W 1950 roku American Astronomical Society przyznało mu nagrodę Henry Norris Russell Lectureship. Napisał wiele książek; był znakomitym popularyzatorem astronomii. Brał udział w tworzeniu UNESCO.
W 1933 roku przyznano mu nagrodę Prix Jules-Janssen.
W uznaniu jego zasług jedną z planetoid nazwano (1123) Shapleya.